# Mount Olive (New Jersey)
Pour les articles homonymes, voir Mount Olive (homonymie).
Mount Olive est un township du comté de Morris, dans l’État du New Jersey. Lors du recensement de 2010, sa population s’élevait à 28 926 habitants. Sa superficie totale est de 80,92 km2.